# Heodes emilianus
Heodes emilianus är en fjärilsart som beskrevs av Turati 1923. Heodes emilianus ingår i släktet Heodes och familjen juvelvingar. Inga underarter finns listade i Catalogue of Life.